# Манастир Ловница
Манастир Ловница (манастир Ломница) је женски манастир Епархије зворничко-тузланске. Налази се у Доњем Бирчу, у општини Шековићи, Република Српска, БиХ. Манастир се налази на извору рјечице Ловнице (притока Дрињаче), по којој је и добио име. Од Папраће је удаљен 12 km, а 2 km од Шековића.
У појединој литератури спомиње се и назив Ломница, али је у народу општеприхваћен као Ловница. Манастирска црква је посвећена Светом Ђорђу. Саграђена је прије 1301. године, задужбина је краља Драгутина.
Старешина манастира од 2009. године је игуманија мати Јована Шолаја, са сестринством а служашчи духовник је јеромонах Јован Радић.

## Историја
У старијим изворима постоји народно предање да је црква чудесним пресељењем сама себе лоцирала а да су то први уочили ловци. Они су даље то мјесто показали неимарима, те да је по њима манастир добио име што помало говори стих народне поезије:
„Сама се црква сакривала, од тад се Ловница прозвала“ (Шево, 2002. стр. 120).
По другом предању, манастир Ловница је задужбина краља Драгутина Немањића који је као српски краљ (1284—1321) управљао и сјевероисточном Босном. Како каже предање, ту Драгутин сазида манастир на мјесту гдје је „лов ловио“ и мјесту које га је љепотом задивило. Чак се и спомиње „ловни дворац“ који је према предању био смјештен негдје у близини Ловнице. Назив Ловница према некима потиче од тога што је то мјесто „ломно и сломно“, а иначе оба облика и Ломница и Ловница имају заједничко поријекло у старој земљорадничкој терминологији и значе навиљак или мали пласт.
Такви називи се могу срести и у другим словенским земљама, Чешкој и Пољској. Подручје око манастира Ловнице је представљало важну турску комуникацију из долине Спрече ка Сарајеву, а у непосредној околини могу се пронаћи некрополе са стећцима. Неке од тих некропола украшене с мотивима винове лозе. С обзиром да у овом подручју нису вршена археолошка истраживања, а обнове манастирских зграда у прошлости немају адекватну техничку документацију, разумљиво је да је на данашњим истраживањима ловничке прошлости ускраћено доношење закључака о датирању најраније ловничке цркве.
Повезивање манастира Ловнице и краља Драгутина потврдио је његов биограф архиепископ Данило који у својим списима говори о великој ревности овог краља у подизању цркава и учвршћивању православља у Босни.
Приви познати запис о манастиру датира из 1301. године, пронађен на археолошком налазишту у Кијевци (Градишка). Натпис гласи:
АЗ ЛОМНИЦИН ПОП ПИСАХ ПО РОЖЕСТВУ ХРИСТА НА 1000 ЛЕТ НА 300 И 1 ЛЕТ...
У збирци Српске академије наука под редним бројем 59, налазили су се писани подаци о манастиру Ловница, а односе се на два записа у типику.
Други запис писан је у Ловници 6. новембра 1577/78. године у вријеме јеромонаха Арсенија:
„при Арсенију јеромонаху, јако битијему второму старцу обитељи сеј“.
Те године (1578) је израђен иконостас и започет живопис црквених зидова од стране тада најпознатијег сликара у српској цркви, пећког монаха Лонгина. Према записима и натписима ловничких сликара закључује се да су први настојатељи манастира називани старцима. У манастиру Бешенову, налазило се јеванђеље из 1592. године а које је писано у Ловници. Тамо се налазило до Другог свјетског рата, када је уништено.
У том јеванђељу, монах Григорије описује личности свог времена, старца Акакија, пећког патријарха Јована, митрополита Аксентија и друге. Још један псалтир, који је био у херцеговачком манастиру Житомислић, свједочи о манастиру Ловница 1603. године иако се не може са сигурношћу закључити да ли је у Ловници и преписан, али се јасно упућује на везу овог манастира са православним манастирима широм српског националног и духовног простора. С обзиром на ангажовање најпознатијег и најцјењенијег сликара обновљене Пећке патријаршије може се закључити да је манастир Ловница у то вријеме његовао високе захтјеве фреско-сликарства као и то да се радило уз велике финансијске могућности ктитора.
Ктиторска композиција манастира Ловнице насликана је у припрати и приказује како „смирени Генадије и Акакије“ као оснивачи држе модел цркве између себе, обучени у монашке ризе.
Са пуном сигурношћу се не може рећи ко су били ловнички Генадије и Акакије, али се претпоставља да су припадали имућном трговачком или занатлијском, а можда и земљорадничком сталежу и да су свој иметак уложили у градњу и опремање манастира, у којем ће провести монашки дио живота. Првих деценија турске власти у Босни страдале су старе грађевине. Од градова посташе „градине“, од цркава „црквине“. Народ храњен жељом за обновом манастира и цркава, сваку је прилику користио за стварање легенди.
Обновом Пећке патријаршије (1557) и залагањем везира Мехмеда Соколовића који је за српског патријарха поставио свог брата Макарија, почиње период обнове цркава и манастира. Тада почиње и обнова старог манастира Ловнице што потврђује „црквина“ недалеко од данашњег манастира. С обзиром да је градња и обнова била дозвољена само тамо гдје је у старој држави постојао манастир или црква, може се закључити да је манастир постојао и прије доласка Турака.
Данашња црква грађена је дакле одмах послије обнове Пећке патријаршије, шездесетих или седамдесетих година XVI вијека и због веће безбједности увучена је сасвим под планину, до извора Ловнице, како би мање био изложен очима разузданих Турака који су пустошили све пред собом.
Поред Турака у литератури се нарочито наглашава опасност од тзв. „софта“ ученика муслиманских вјерских школа који су као вјерски фанатици редовно насртали на хришћане и њихове светиње. То потврђује и податак што га даје натпис изнад врата у наосу а говори о страху сликара од ових фанатика и насилника. У извору из XVII вијека о живопису храма спомиње се име игумана Прохора, и то представља прво спомињање игумана у манастиру Ловница, јер се Арсеније и Акакије из 1577/78 године спомињу као етарци. Неке историчаре овај податак наводи на закључак да је у то вријеме Ловница била само иметак манастира Папраће, а не самостални манастир.
Послије неуспјеха аустријске војске, у којој су били и многи Срби, настала је велика одмазда Турака. Страдали су многи манастири Србије и Босне, а неки су и потпуно опустјели. То страдање је задесило и Ловницу гдје су спаљене манастирске ћелије и конаци, а црква је опљачкана, али није горјела. Један запис на црквеном зиду из 1693. године говори да је управо те године цркву обишао владика Висарион, надлежни митрополит дабробосански (1692—1708).
Записи који су гребани на живопису цркве несумњиво су оштетили живопис, али нажалост представљају једине драгоцјене историјске изворе из тог времена.
Најбројнији посјетиоци у XVIII вијеку били су монаси из Свете Тројице у Пљевљима, рмањски, херцеговачки, па понекад хиландарски. Мотиви посјета били су углавном сакупљање прилога. Манастирска црква је 1823. године покривена квалитетнијим и бољим кровом (шиндром) јер је стари био дотрајао. Поново је препокривана 1884. године и тај кров је трајао до Другог свјетског рата када је изгорио. Чинодејствовали су у њој 1883. године "мирски свештеници", из околних парохија.
Почетком XIX вијека престаје се са писањем по зидовима, и свештеници почињу да уредно воде црквене књиге. У Другом свјетском рату и конак и кров цркве су горјели, а у непосредној близини манастира била је смјештена партизанска болница.
О великом страдању народа у рату говори гробље изгинулих бораца које се налази уз манастир као и музеј НОБ у рестаурираном манастирском конаку.

## Садашњост
Послије Другог свјетског рата почиње још једна обнова манастира. Реконструкција конака и рестаурација живописа и иконостаса почели су 1952. године а од 1979. године окупљена је поново заједница монахиња и у потпуности обновљен манастирски живот у Ловници.
За потпуно оживљавање монашке обитељи манастира Ловница, највећи допринос дао је тадашњи епископ зворничко-тузлански Василије. Под његовим директним руководством цијели комплекс је добио нову физиономију, нови конак (на мјесту старог) као и комплетно уређен простор око цркве и то са свега три монахиње које је епископ Василије марта 1979. године довео из манастира Тавне. Једна од њих је игуманија Анастасија Марковић, а остале двије монахиње Евгенија (Цвијановић) и Стефанида Стевић. Сада је то права монашка породица којој прилазе многе искушенице и која ревносно држи монашко правило и на тај начин продужава духовну мисију манастира која је била прекинута под налетом туђина (Кашић, 1982).

## Архитектура
Ловничка црква изгледа веома једноставно и представља једнобродну грађевину са нешто ужом припратом и петостраном апсидом тако да јој основа чини облик сажетог уписаног крста. Црква је грађена од ломљеног камена, а портали и до прозорници су од клесаног и квалитетнијег камена.
Конструкцијске одлике Ловнице показују сличност са црквама у Гомионици, Рмњу, Крки и Крупи. Иако споља врло скромна и једноставна у унутрашњости је много „живља“ и садржајнија.
Цијели унутрашњи простор издијељен је преградом између припрате и наоса, а пиластрима и стубовима између наоса, солеје и олтара.

## Умјетност
Живописана унутрашњост цркве представља један од најбољих живописа из турског доба, и свакако је највећа вриједност у њој. Готово у цјелости је сачуван осим на сјеверном зиду гдје је незнатно оштећен. Цркву је живописао, дакле, најбољи сликар тог времена монах Лонгин, али не до краја па су његов рад довршили Јован, Никола и Георгије.
У живопису монаха Лонгина шири се стил обновљене Пећке патријаршије, гдје он зналачки организује композицију, пропорционално издужене фигуре и изразиту љепоту језика у живописима који су пратили слике.
Историчари умјетности у својој анализи кажу да је монах Лонгин у вријеме док је живописао Ловницу достигао пуну умјетничку зрелост гдје се цртеж готово губи, а облик поприма изванредну мекоћу. Наставак његовог рада од стране осталих мајстора карактерише нешто мањи ликовни домет са одликама и традицијом сликарства из области Охридске архиепископије. Ловнички иконостас је дјело монаха Лонгина који га је потписао 1577/78. године и представља веома вриједно остварење XVI вијека.
Вредност имају портрети ктитора монаха Акакија и Генадија и лик готово савременог светитеља Светог Ђорђа Новог. Необична је појава и лик Светог Петра Коришког, домаћег пустиножитеља.
Престона икона Богородице представља једну од најљепших икона Мајке Божије на подручју српске цркве (Кашић, 1982). Царске двери израђене у позлаћеном дуборезу, приказују Благовијести.
Поред Христове престоне иконе налази се икона Светог Георгија, патрона ове цркве. Посебну и важну цјелину живописа монаха Лонгина у манастиру Ловница представља Небеска литургија у кубету. На њој је осликано како Христос као архијереј сам служи уз саслужење анђела које он причешћује под оба вида:  „Ово је тело моје, ово је крв моја“ . Поред свог Лонгин је осликао и најважније догађаје из Христова живота: Рођење, Преображење, Васкрсење. Мироносице (као свједоке Васкрсења и Вазнесења).
Пошто Лонгин није завршио живописање, примјетна је разлика по наводима Здравка Кајмаковића, између његових фресака и осталих аутора који се донекле и конфронтирају због разлике у квалитету. Према истом аналитичару управо су у Ловници сачуване најквалитетније Лонгинове фреске и иконе, као доказ да их је мајстор створио у периоду потпуне умјетничке зрелости.
Према историчарима умјетности снага Лонгинових фресака огледа се кроз његов смисао за колорит гдје ће како кажу остати непревазиђен све до коначног нестанка старог српског живописа. У својим композицијама као високо духован човјек он је снагом свог сликарства извршио градацију сцена које се дешавају на земљи од оних на небу и на тај начин изразио хришћанску идеју о „недокучтим тајнама пеба“.
Ловнички живопис, без обзира што све фреске нису исте умјетничке вриједности, је драгоцјен материјални свједок далеке прошлости о општем стваралачком заносу послије обнове Пећке патријаршије и јединства православног народа с обје стране Дрине у заједничкој борби против турског завојевача.
Битно је напоменути да се данас од старих књига у манастиру Ловница могу срести један „октоих“ Божидара Вуковића из 1537. године који је штампан у Венецији као и поједини дијелови љетописа (у рукопису) и нешто руских штампаних издања из XVIII вијека која су стизала путем прилога и поклона.

## Галерија
- Манастир Ловница - Црква Светог Ђорђа
- Фреска у манастиру